# Заріччя (лісовий заказник)
Зарі́ччя — лісовий заказник місцевого значення в Україні. Об'єкт розташований на території Маневицького району Волинської області, ДП «Колківське ЛГ», Тельчівське лісництво, квартал 7, виділ 21.
Площа — 20 га, статус отриманий у 1994 році.
Охороняється ділянка соснового лісу віком більше 100 років, включена у насіннєвий генофонд. У підліску зростають ліщина звичайна (Corylus avellana), крушина ламка (Frangula alnus) і горобина звичайна (Sorbus aucuparia), у трав'яному покриві - лікарські рослини: перстач прямостоячий (Potentilla erecta), сухоцвіт багновий (Gnaphalium uliginosum). Трапляються рідкісні рослини, занесені до Червоної книги України: сон широколистий (Pulsatilla patens), цибуля ведмежа (Allium ursinum). 
У заказнику мешкають сарна європейська (Capreolus capreolus), свиня дика (Sus scrofa), вивірка звичайна (Sciurus vulgaris), заєць сірий (Lepus europaeus), лісові птахи та інші види поліських тварин.